# فرودگاه آبی کیمبریج بی
فرودگاه آبی کیمبریج بی (به انگلیسی: Cambridge Bay Water Aerodrome) یک فرودگاه همگانی است که یک باند فرود آب دارد. این فرودگاه در کشور ایالات متحده آمریکا قرار دارد و در ارتفاع ۰ متری از سطح دریا واقع شده‌است.